# Director muzical
Un director muzical, director de muzică sau coordonator muzical este persoana responsabilă de aspectele muzicale ale unei reprezentații, producții sau organizații. Aceasta poate include funcția de director artistic și, de obicei, dirijor principal al unei orchestre sau fanfare, directorul muzical al unui film, directorul muzical al unui post de radio, persoana responsabilă de activitățile muzicale sau șeful catedrei de muzică într-o școală, coordonatorul ansamblurilor muzicale dintr-o universitate, colegiu sau instituție (dar, de regulă, nu și șeful departamentului academic de muzică), dirijorul principal al unei fanfare militare, organistul principal și dirijorul corului unei biserici, sau organistul și conducătorul corului unei catedrale (denumit în special în Anglia: engleză „organist and master of the choristers” ; română: „organist și maestru al coriștilor” ).

## Orchestră
Titlul de „director muzical” sau „director de muzică” este utilizat de multe orchestre simfonice pentru a desemna dirijorul principal și liderul artistic al orchestrei. Termenul „director muzical” este cel mai frecvent întâlnit în cazul orchestrelor din Statele Unite. În cazul orchestrelor europene, sunt mai des utilizate titlurile de „dirijor principal” sau „dirijor șef”, care desemnează dirijorul ce conduce majoritatea concertelor unei orchestre într-un sezon. În teatrul muzical și în operă, directorul muzical este responsabil de întreaga performanță muzicală, inclusiv de asigurarea faptului că distribuția cunoaște temeinic partiturile, de supravegherea interpretării muzicale a interpreților și a orchestrei din fosă, precum și de dirijarea orchestrei.
În secolul al XX-lea, titlul și funcția de director muzical implicau, de regulă, o influență aproape nelimitată asupra activității unei orchestre. Așa cum sugerează și denumirea, directorul muzical nu doar dirijează concertele, ci controlează și repertoriul pe care orchestra îl va interpreta sau înregistra, având o autoritate considerabilă în privința angajării, concedierii și altor decizii legate de personalul orchestrei. Un asemenea stil autoritar de conducere, considerat odinioară esențial pentru funcționarea corectă a unui ansamblu simfonic, a început să se diminueze spre sfârșitul secolului al XX-lea, odată cu apariția și încurajarea unor modele de management mai colaborative și cu o mai mare partajare a puterii (împreună cu muzicienii orchestrei, personalul administrativ și consiliul de conducere format din voluntari). În terminologia americană, directorul muzical contribuie și la strângerea de fonduri și este, totodată, principalul vector de imagine al orchestrei, adesea considerat „chipul public” al acesteia.
Termenul „director muzical” sau „director artistic muzical” a devenit uzual în Statele Unite la mijlocul secolului al XX-lea, în urma unei evoluții a denumirilor utilizate pentru conducerea orchestrelor. Conducătorii de ansamblu erau desemnați inițial pur și simplu drept „dirijori”. În anii 1920 și 1930, a început să fie folosit termenul de „director muzical” pentru a evidenția faptul că persoana aflată în această funcție avea responsabilități mult mai ample decât simpla dirijare și pentru a o deosebi de dirijorii invitați care conduceau ocazional un singur concert sau program. George Szell, de exemplu, a fost numit „director muzical” al Orchestrei din Cleveland în 1946, titlu pe care l-a păstrat până la moartea sa în 1970. Succesorul său, Lorin Maazel, a primit titulatura de „music director”. Alte orchestre americane importante au adoptat această formă simplificată în anii 1950 și 1960, în acord cu tendințele epocii.
Termenul se poate referi și la persoana care dirijează o fanfară școlară sau conduce programul muzical.

## Film și teatru
Alternativ, termenul „director muzical” era folosit în genericele filmelor pentru a desemna un profesionist angajat să supravegheze și să dirijeze muzica aleasă pentru un film sau un documentar muzical. Astăzi, însă, denumirea mai uzuală este „supervizor muzical”.

### India
În India, unde multe filme sunt produse ca musical , termenul „director muzical” este folosit frecvent pentru compozitorul și producătorul muzical al melodiilor și coloanei sonore folosite în film. Rolurile lor includ, de asemenea, aranjarea, masterizarea, mixarea și supravegherea înregistrării muzicii de film, precum și dirijarea și orchestrarea. De obicei, un alt artist va primi creditul pentru versurile melodiilor.

### Producții teatrale
„Directorul muzical” pentru o producție teatrală sau un musical pe Broadway sau în West End servește adesea ca pianist de repetiții și dirijor. Acest director muzical este adesea și antrenor vocal, poate fi implicat și în aranjarea materialelor pentru lucrări noi sau în colaborarea la realizarea muzicii de fundal. A existat o categorie la premiile Tony pentru Cel Mai Bun Director Muzical începând din 1948, dar aceasta a fost desființată în 1964, parțial din cauza responsabilităților fluide ale directorilor muzicali.

## Radiodifuziune
Un director muzical al unei stații de radio este responsabil pentru interacțiunea cu reprezentanții companiilor de discuri, audierea de muzică nouă, oferirea de comentarii și luarea deciziilor (uneori împreună cu directorul de program) cu privire la care cântece vor fi difuzate, cât și când. În radio-ul universitar, poate exista mai mult de un director muzical, deoarece studenții de obicei sunt voluntari doar câteva ore pe săptămână, iar majoritatea stațiilor dispun de o bibliotecă diversă și extinsă de mai multe genuri muzicale.

## Militar

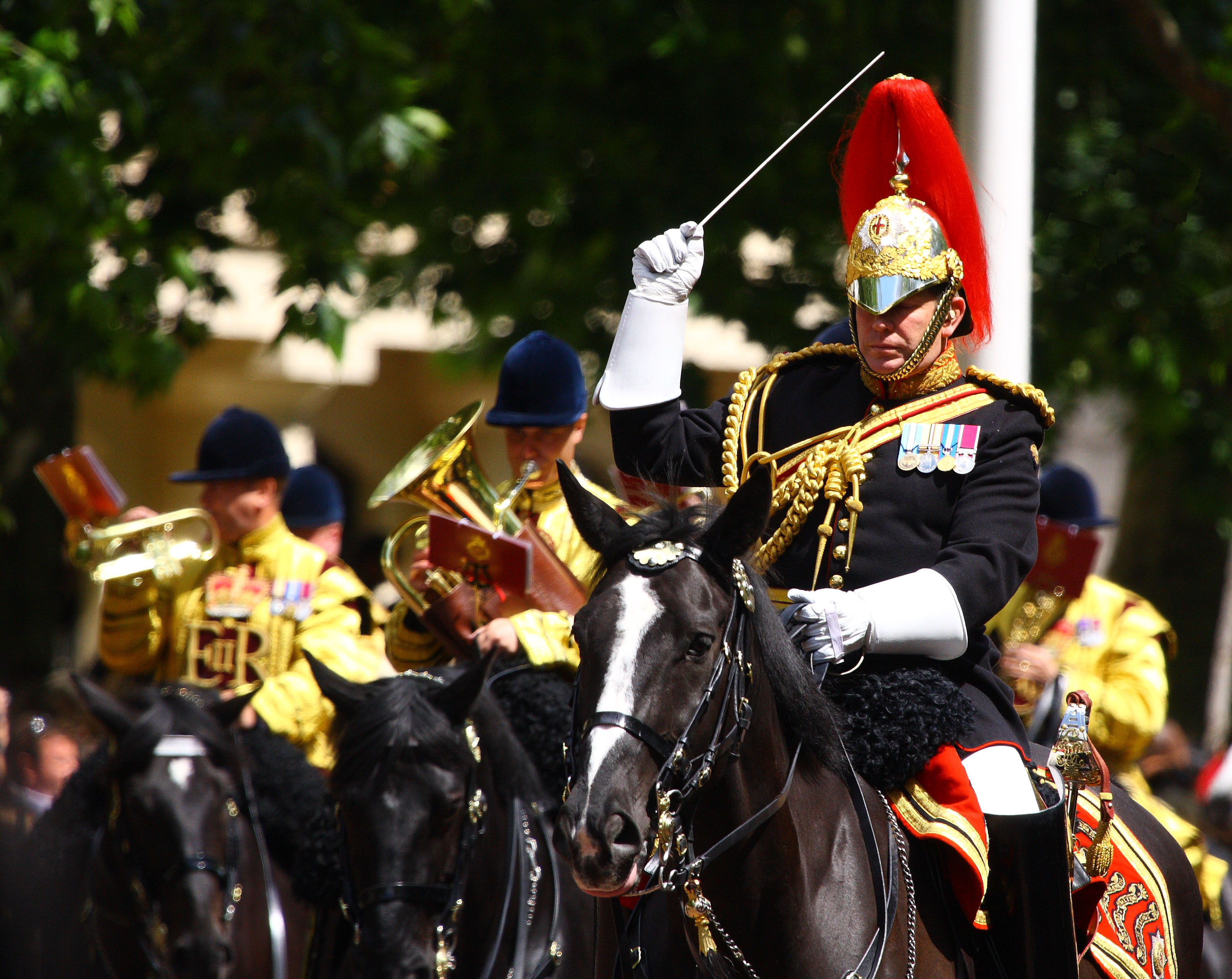
Maiorul Tim Cooper, directorul muzical al fanfarei The Blues and Royals din Londra.

În Forțele Armate Britanice, un director de muzică este un ofițer comisionat, întotdeauna un muzician comisionat din rândurile subofițerilor, care conduce o fanfară militară. Un subofițer sau un ofițer de comandă care conduce o fanfară este denumit bandmaster.

## Muzică pop
În muzica pop, un director muzical sau „MD” este responsabil cu supravegherea aranjamentelor muzicale și a personalului pentru un artist aflat în turneu. Aceasta poate include festivaluri și spectacole televizate, precum și concerte la locații tradiționale. În era modernă, sunetul unei înregistrări de studio este adesea imposibil sau impractic de reprodus pe scenă, iar rolul directorului muzical este de a aduna muzicieni și aranjamente pentru a adapta acel material la un mediu live (ceea ce poate sau nu include redarea de piese preînregistrate). Directorul muzical conduce, de obicei, repetițiile și fiecare performanță, permițând artistului principal să se concentreze pe interpretare.

## Germania și Austria
Generalmusikdirektor (GMD) este un titlu german pentru directorul artistic al unei orchestre, al unei instituții sau al unui oraș.
Un director de muzică (în latină director musices) a fost inițial titlul persoanei responsabile cu muzica într-un oraș din Germania și Austria. Johann Sebastian Bach a fost director de muzică la Leipzig, Georg Philipp Telemann și mai târziu Carl Philipp Emanuel Bach au fost directori de muzică la Hamburg, iar Robert Schumann a fost director de muzică la Düsseldorf.
Generalmusikdirektor este un titlu acordat de orașele mari unei persoane responsabile în mod obișnuit de o orchestră simfonică și de operă. Prima persoană care a purtat acest titlu a fost Gaspare Spontini în Berlin, în 1819. Daniel Barenboim a fost Generalmusikdirektor al Staatsoper Unter den Linden din Berlin între 1992 și 2023.

## Alte utilizări
Fanfarele, fanfarele de suflători, corurile, companiile de operă și alte ansambluri pot avea, de asemenea, directori muzicali.